# 매화마름
매화마름(Ranunculus kazusensis)은 1960년대까지만 해도 영등포에서 채집될 정도로 흔했던 미나리아재비과의 여러해살이 또는 한해살이 수생식물이다. 꽃은 물매화와 비슷하고 잎은 붕어마름을 닮아 매화마름이라고 한다. 흰색의 꽃은 4 ~ 5월에 피며 꽃자루가 물 위로 나와서 그 끝에 지름 약 1 cm, 3~7 cm 크기의 꽃자루에 한 개의 꽃이 피어난다. 꽃잎과 꽃받침은 다섯 개이고 수술과 암술은 여러 개이다. 환경부에서는 1998년 2월, 매화마름을 멸종위기야생식물로 지정하였다.

## 재배 및 관리
자배기 등에 마사토를 섞은 무거운 흙을 넣고 물을 너무 깊지 않게 부어 키운다. 여러해살이가 하지만, 자연에서는 씨가 바로 밑에 떨어져 그 자리에서 계속 자라 올라오는 것으로 보는 견해도 있다. 꽃이 진 뒤 별 모양의 열매가 맺히는데, 때를 놓치지 않고 씨를 받아 물이 자작한 땅에 뿌리거나 줄기를 꺾꽂이해 늘려갈 수 있다.

## 같이 보기
- 강화 매화마름 군락지